# Робін Гозенс
Робін Гозенс (нім. Robin Gosens; нар. 5 липня 1994, Еммеріх-ам-Райн) — німецький футболіст, лівий захисник клубу «Уніон» та збірної Німеччини. На умовах оренди грає за «Фіорентіну».

## Ігрова кар'єра
Народився 5 липня 1994 року в місті Еммеріх-ам-Райн в родині голландця і німкені. Розпочав займатись футболом у академіях невеликих клубів «Фортуна» (Ельтен), «Бохольт» та «Реде», а 4 липня 2012 року приєднався до молодіжної академії нідерландського «Вітесса».
13 серпня 2013 року він підписав свій перший професійний контракт з клубом і почав виступати за «Йонг Вітесс». На початку січня 2014 року Гозенс приєднався до першої команди на тренувальному таборі в Абу-Дабі, де зіграв одну половину товариського матчу з «Вольфсбургом».
14 січня 2014 року, для того, щоб отримати ігрову практику, Гозенс був відданий в оренду в «Дордрехт» до кінця сезону. Він дебютував у своїй професійній кар'єрі через три дні в грі проти «Ексельсіора» (Роттердам). Гозенс забив свій перший професійний гол 7 лютого проти «Еммена» (6:1). Загалом він зіграв у 20 матчах до кінця сезону (включаючи ігри плей-оф) і допоміг команді вийти в Ередивізі після десятирічної відсутності.
29 травня 2014 року оренда Гозенса була подовжена ще на один рік, і 9 серпня він дебютував з клубом у Ередивізі, граючи усі 90 хвилин у грі з «Геренвеном» (2:1). Всього за сезон Робін зіграв у 31 з 34 матчів чемпіонату, але його команда зайняла останнє місце і вилетіла з елітного дивізіону.
4 червня 2015 року було оголошено про те, що Гозенс перейшов на правах вільного агента в «Гераклес» (Алмело), де провів два сезони, зігравши у 60 матчах чемпіонату, а також дебютував у єврокубках, зігравши дві гри у Лізі Європи 2016/17. Граючи у складі «Гераклеса» також здебільшого виходив на поле в основному складі команди.
2 червня 2017 року Гозенс перейшов в італійську «Аталанту». Відіграв за цю команду чотири з половиною сезони, а на початку 2022 року на правах оренди з обов'язковим подальшим викупом перейшов до «Інтернаціонале».
Влітку 2023 року повернувся на батьківщину, приєднавшись за 15 мільйонів євро до берлінського «Уніона».

## Виступи за збірну
Восени 2020 року дебютував в офіційних матчах у складі національної збірної Німеччини.
| Дата       | Місто         | Господарі            | Результат | Гості              | Турнір                               | Голи | Примітки |
| ---------- | ------------- | -------------------- | --------- | ------------------ | ------------------------------------ | ---- | -------- |
| 3-9-2020   | Штутгарт      | Німеччина            | 1 – 1     | Іспанія            | Ліга націй УЄФА 2020-2021 - 1-й етап | -    |          |
| 6-9-2020   | Базель        | Швейцарія            | 1 – 1     | Німеччина          | Ліга націй УЄФА 2020-2021 - 1-й етап | -    | 78'      |
| 7-10-2020  | Кельн         | Німеччина            | 3 – 3     | Туреччина          | товариський матч                     | -    | 70'      |
| 13-10-2020 | Кельн         | Німеччина            | 3 – 3     | Швейцарія          | Ліга націй УЄФА 2020-2021 - 1-й етап | -    | 36' 57'  |
| 31-3-2021  | Дуйсбург      | Німеччина            | 1 – 2     | Північна Македонія | Відбір до ЧС 2022                    | -    | 28' 56'  |
| 2-6-2021   | Інсбрук       | Німеччина            | 1 – 1     | Данія              | товариський матч                     | -    | 79'      |
| 7-6-2021   | Дюссельдорф   | Німеччина            | 7 – 1     | Латвія             | товариський матч                     | 1    | 61'      |
| 15-6-2021  | Мюнхен        | Франція              | 1 – 0     | Німеччина          | ЧЄ 2020 - груповий етап              | -    | 88'      |
| 19-6-2021  | Мюнхен        | Португалія           | 2 – 4     | Німеччина          | ЧЄ 2020 - груповий етап              | 1    | 62'      |
| 23-6-2021  | Мюнхен        | Німеччина            | 2 – 2     | Угорщина           | ЧЄ 2020 - груповий етап              | -    | 82'      |
| 29-6-2021  | Лондон        | Англія               | 2 – 0     | Німеччина          | ЧЄ 2020 - 1/8 фіналу                 | -    | 72' 88'  |
| 2-9-2021   | Санкт-Галлен  | Ліхтенштейн          | 0 – 2     | Німеччина          | Відбір до ЧС 2022                    | -    |          |
| 8-9-2021   | Рейк'явік     | Ісландія             | 0 – 4     | Німеччина          | Відбір до ЧС 2022                    | -    | 59'      |
| 26-9-2022  | Лондон        | Англія               | 3 – 3     | Німеччина          | Ліга націй УЄФА 2022-2023 - 1-й етап | -    | 68'      |
| 16-6-2023  | Варшава       | Польща               | 1 – 0     | Німеччина          | товариський матч                     | -    | 46'      |
| 20-6-2023  | Гельзенкірхен | Німеччина            | 0 – 2     | Колумбія           | товариський матч                     | -    | 78'      |
| 9-9-2023   | Вольфсбург    | Німеччина            | 1 – 4     | Японія             | товариський матч                     | -    | 64' 66'  |
| 12-9-2023  | Дортмунд      | Німеччина            | 2 – 1     | Франція            | товариський матч                     | -    | 78'      |
| 14-10-2023 | Іст-Гартфорд  | США                  | 1 – 3     | Німеччина          | товариський матч                     | -    |          |
| 17-10-2023 | Філадельфія   | Мексика              | 2 – 2     | Німеччина          | товариський матч                     | -    | 64' 65'  |
| 11-10-2024 | Зениця        | Боснія і Герцеговина | 1 – 2     | Німеччина          | Ліга націй УЄФА 2024-2025 - 1-й етап | -    | 66'      |
| 14-10-2024 | Мюнхен        | Німеччина            | 1 – 0     | Нідерланди         | Ліга націй УЄФА 2024-2025 - 1-й етап | -    | 87'      |
| 19-11-2024 | Будапешт      | Угорщина             | 1 – 1     | Німеччина          | Ліга націй УЄФА 2024-2025 - 1-й етап | -    | 46'      |
| Усього     |               | Матчів               | 23        |                    | Голів                                | 2    |          |

## Титули і досягнення
- Володар Кубка Італії (2):

«Інтернаціонале»: 2021–22, 2022–23
- Володар Суперкубка Італії (1):

«Інтернаціонале»: 2022